# Компенсация (международное право)
Компенсация в международном праве — материальное и нематериальное возмещение вреда, причиненного международно-противоправным деянием государства.
Государство, ответственное за международно-противоправное деяние, обязано компенсировать причиненный им ущерб в той мере, в какой такой ущерб не возмещен реституцией.
Компенсация — наиболее часто используемая форма возмещения ущерба, которую используют государства в своих отношениях. Несмотря на то, что реституция является первым средством возмещения ущерба, она часто является невозможной или неадекватной для полного возмещения ущерба.
Компенсация, как правило, состоит в выплате в денежной форме, хотя по соглашению государств могут быть избраны другие формы. Обязательство выплаты компенсации состоит в покрытии «любого оценимого в финансовом отношении ущерба, включая упущенную выгоду». Оценимый в финансовом отношении ущерб включает как ущерб, причиненный самому государству, его собственности или должностным лицам, так и ущерб, причиненный физическим и юридическим лицам этого государства и их собственности, от имени которых потерпевшее государство обращается за возмещением ущерба. Размер компенсации может быть определён в международных судебных органах, в арбитраже или на двусторонних переговорах: так, например, США и Иран пришли к соглашению о выплате компенсации за гибель иранского самолёта, его экипажа и пассажиров в 1988 году, прекратив разбирательство в Международном Суде ООН.
Возмещение может также включать проценты от суммы, в которую оценивается ущерб. Так, рассмотрев дело о судне «Сайга», задержанном Гвинеей, Международный трибунал ООН по морскому праву присудил государству Сент-Винсент и Гренадины проценты за различные категории убытков.